# 저스틴 맥스웰
저스틴 아담 맥스웰(Justin Adam Maxwell, 1983년 11월 6일 ~ )는 미국 출신의 야구 선수이자, KBO 리그 전 롯데 자이언츠의 외야수이다.

## 미국 프로야구시절
2007년 워싱턴 내셔널스에 입단하였다.

## 한국 프로야구시절

### 롯데 자이언츠시절
2016년 시즌 중 짐 아두치가 금지 약물 복용으로 퇴출된 뒤 대체 용병으로 영입되어 7월 19일 경기부터 출전했다. 그러나 8월 18일 경기 직전에 타격 훈련을 하다가 손가락 미세 골절상을 입었고, 결국 롯데에 합류한 지 한 달도 안 되어 시즌을 마감했다. 이로 인해 롯데 자이언츠는 경찰청에서 갓 제대한 전준우를 대체 요원으로 기용해야 했다. 결국 시즌 종료 후 방출되었다.
1. ↑  김진룡 (2016년 10월 4일). “롯데 2016 시즌 결산 <중> 달라진 게 없는 갈팡질팡 타선”. 국제신문. 2024년 8월 16일에 확인함.